# Beaumont-du-Lac
Beaumont-du-Lac (tiếng Occitan: Beu Mont) là một xã của tỉnh Haute-Vienne, thuộc vùng Nouvelle-Aquitaine, miền trung nước Pháp.